# Wegmans Food Markets

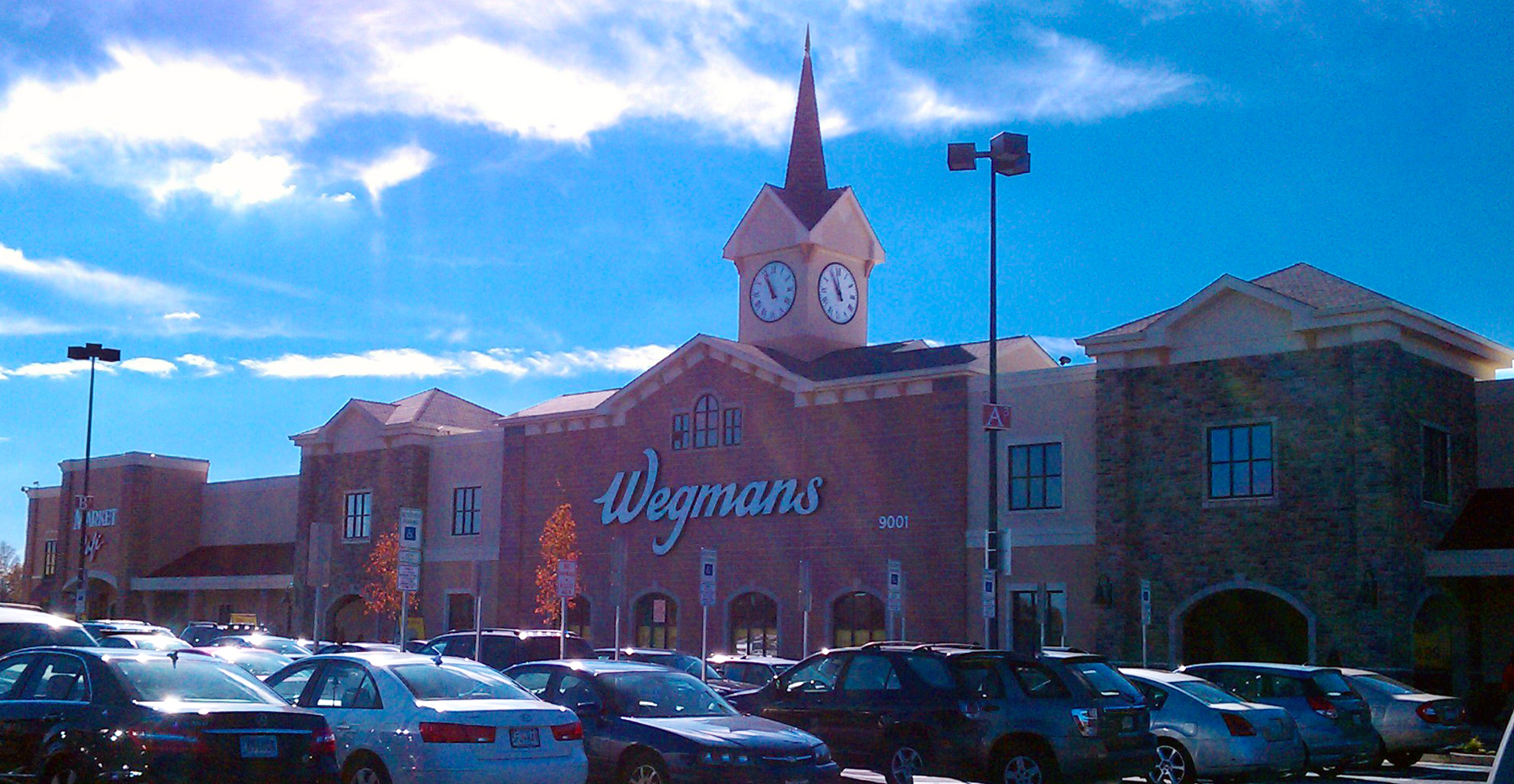
Un moderno supermercado Wegmans ubicado en Lanham, Maryland.

Wegmans Food Markets, Inc. es una cadena de supermercados estadounidense con sede en Rochester, Nueva York. 
Wegmans se fundó en Rochester en 1916. En octubre de 2019, Wegmans tenía 101 sucursales en el Atlántico central y Nueva Inglaterra. La compañía tiene oficinas en Nueva York, Pensilvania, Nueva Jersey, Maryland, Massachusetts, Virginia y Carolina del Norte, con planes de expandirse a Delaware. Wegmans está en la lista de las "100 mejores compañías para trabajar" de la revista Fortune (Original: 100 mejores compañías para trabajar), que se publicó por primera vez en 1998.
En 2020, Wegmans es el número 3 en la lista de la revista Fortune, basado en encuestas de empleados y satisfacción en la empresa.

## Historia
Wegmans es una compañía privada fundada en 1916 por John y Walter Wegman como Rochester Fruits and Vegetable Company. El padre de John Wegman y el abuelo de Walter Wegman, Balthasar Wegmann, vinieron de Birkenhördt, Alemania. Solo emigró a Nueva York.
La sede de Wegman se encuentra en las afueras de Rochester, en las llamadas Puertas. Danny Wegmann es el director gerente. Su hija Colleen Wegman es presidenta y directora ejecutiva, su otra hija, Nicole Wegman, subdirectora gerente. El padre de Danny, Robert Wegman, quien murió en 2006, era un exdirector gerente.